# Оксон Хил (Мериленд)
Оксон Хил (енгл. Oxon Hill) насељено је место без административног статуса у америчкој савезној држави Мериленд.

## Демографија
По попису из 2010. године број становника је 17.722.
| Група             | 2000.    | 2010.          |
| Белци             | 0 (0,0%) | 1.073 (6,1%)   |
| Афроамериканци    | 0 (0,0%) | 13.377 (75,5%) |
| Азијати           | 0 (0,0%) | 1.017 (5,7%)   |
| Хиспаноамериканци | 0 (0,0%) | 1.926 (10,9%)  |
| Укупно            | 0        | 17.722         |